# Беликовы
Беликовы — старинный русский дворянский род восходящий к XVII веку.
Дворянский род этой фамилии берёт своё начало от Дмитрия Ивановича Беликова, испомещенного в 1683 году населённым имением. Род Беликовых был внесён дворянским депутатским собранием в VI часть дворянской родословной книги Пензенской губернии Российской империи и утверждён в древнем (столбовом) дворянстве Герольдией Правительствующего Сената.
Из этого старинного рода происходил русский агроном и писатель по сельскохозяйственным вопросам Павел Васильевич Беликов (1803—1864).
Другие роды этой фамилии имеют более современное происхождение. Один из них — потомство священника Александра Ивановича Беликова, внук которого, Алексей Петрович Беликов, определением Правительствующего Сената от 6 апреля 1876 года признан по заслугам деда в потомственном дворянстве, с правом на внесение в третью часть дворянской родословной книги
.

## Описание гербов

### Герб Беликовых 1785 г.
В Гербовнике Анисима Титовича Князева 1785 года имеется изображение печати с гербом Михаила Филипповича Беликова: в серебряном поле щита изображен, горизонтально, серый меч (ятаган), остриём вправо с чёрно-золотым эфесом. Над ним золотой лапчатый крест. Щит увенчан дворянской короной (дворянский шлем и намёт отсутствуют). По бокам от короны золотые латинские буквы М (ихаил) и В(еликов). Вокруг щита фигурная виньетка.

### Герб. Часть XIV. № 85
Герб капитана Алексея Беликова: в серебряном щите червлёная, с серебряными швами кирпичная полоса. На ней остриём вверх золотой меч. По её бокам в серебряном поле по зелёной масличной ветви.
На щите дворянский коронованный шлем. Нашлемник: высокий золотой крест с трилистными концами в обрамлении двух зелёных масличных ветвей. Намёт на щите красный, подложенный серебром. Девиз: «ТРУДОМ И ЛЮБОВЬЮ» червлёными буквами на серебряной ленте.

## Известные представители
- Беликов Дементий — воевода в Талецком в 1664-1665 г[4].